# ロンドン条約 (1358年)
ロンドン条約（ロンドンじょうやく、フランス語: Traité de Londres、英語: Treaty of London）は、百年戦争中の1358年5月、イングランド王国とフランス王国の間で締結された条約。
翌年にもロンドン条約が締結されたため第一次ロンドン条約（だいいちじロンドンじょうやく、フランス語: Premier traité de Londres、英語: First Treaty of London）とも。

## 概要
1356年、イングランド王エドワード3世の息子エドワード黒太子がイングランドの保持するガスコーニュからフランスに侵攻、ポワティエの戦いで勝利した。戦闘中、ガスコーニュ貴族のビュック領主ジャン3世・ド・グライーがフランス王ジャン2世やフランス貴族を数多く捕らえた。教皇インノケンティウス6世の仲介で交渉が開始され、1357年3月13日には停戦が宣言された。エドワード黒太子はジャン2世をロンドンまで連行、そこで交渉が再開されて1358年5月にロンドン条約が締結された。
ジャン2世の身代金は4百万エキュに定められたが、フランスが1回目の支払いを踏み倒したため、条約が発効することはなかった。しかし交渉は再開され停戦も継続、翌年にはロンドン条約が再び締結された。